# 锡金书带蕨
锡金书带蕨（学名：Vittaria sikkimensis）为书带蕨科书带蕨属下的一个种。

## 扩展阅读
維基物種上的相關：锡金书带蕨